# Praproše
Praproše – wieś w Słowenii, w gminie Radovljica. W 2018 roku liczyła 30 mieszkańców.